# Италијанска инвазија Египта
Италијанска инвазија Египта (итал. Operazione E) 9-16. септембра 1940. била је почетак Рата у пустињи (1940—1943) на Северноафричком фронту у Другом светском рату. Рат је почео у септембру 1940. италијанском инвазијом Египта; операција Компас, британска петодневна офанзива у децембру 1940. довела је до уништења италијанске 10. армије.

## Позадина

### Либија
Киренајка (Либија) била је италијанска колонија од Италијанско-турског рата (1911–1912). Са Тунисом, делом Француске Северне Африке на западу и Египтом на истоку, Италијани су се спремали да бране обе границе у Северноафричком Главном штабу, под командом гувернера Италијанске Либије, маршала ваздухопловства, Итала Балба. Главни штаб имао је на располагању италијанску 5. армију (генерал Итало Гариболди) и 10. армију (генерал Марио Берти) које су средином 1940. имале 9 дивизија из метрополе са по 13.000 људи, 3 дивизије добровољаца (Црних Кошуља) и две либијске колонијалне дивизије са по 8.000 људи. Италијанске регуларне дивизије реорганизоване су крајем 30-их година, са по 3 регименте на само 2, а резервисти су мобилисани 1939. уз уобичајени позив регрута.
Године 1936. генерал Алберто Париани је именован за начелника штаба италијанске војске и започео је реорганизацију дивизија за борбу у "муњевитом рату", у складу са мишљењем да брзина, покретљивост и нова технологија могу револуционарно изменити војне операције. Године 1937. тројне дивизије (3 пука на сваку дивизију) почеле су да се мењају у бинарне (од 2 пука), као део десетогодишњег плана реорганизације стаће војске у 24 бинарне, 24 тројне, дванаест планинских, три моторизоване и три оклопне дивизије. Ефекат промене био је повећање административних трошкова војске, без одговарајућег повећања ефективности; нове технологије, тенкови, моторна возила и бежичне комуникације су споро стизале и биле су лошијег квалитета од оних потенцијалних непријатеља. Разређивање официра по штабовима у додатним јединицама погоршано је политизацијом војске и додатком милиције - Црнокошуљаша. Реформе су такође промовисале фронтални напад, искључујући друге теорије, са нагласком на брзом мобилном рату уз подршку артиљерије.
Морал је сматран високим и армија је имала свеже борбено искуство. Италијанска морнарица напредовала је под фашистичким режимом, који је дао новац за брзе, квалитетне и добро наоружане бродове и велику подморничку флоту, али морнарици је недостајало искуство и увежбаност. Ваздухопловство је било спремно за рат још 1936, али је до 1939. било у стагнацији и од Британаца није сматрано способним за веће операције. 5. армија са 8 дивизија била је смештена у Триполитанији, западној половини Либије према Тунису, а 10. армија са 6 пешадијских дивизија држала је Киренајку на истоку. Када је рат објављен, 10. армија је распоредила 1. либијску дивизију Сибеле на границу од Јагбуба до Сиди Омара, и 21. корпус од Сиди омара до обале, Бардије и Тобрука. 22. корпус пребацио се југозападно од Тобрука, спремајући се за противнапад.
Пре објаве рата, Балбо је изложио своје сумње Мусолинију,
Није број људи оно што ме брине, већ њихово наоружање ... опремљени малобројном и застарелом артиљеријом, готово без противтенковског и противавионског наоружања ... бескорисно је слати нове хиљаде људи ако не можемо да их опремимо најнужнијим средствима за превоз и борбу.— Итало Балбо
и тражио је више опреме, укључујући 1.000 камиона, 100 цистерни за воду, више средњих тенкова и противтенковских топова, које италијанска ратна економија није могла да произведе, или појачање војском из других крајева. Маршал Италије Пјетро Бадољо, тада начелник штаба у Риму, умјесто тога је обећао: "Кад имаш седамдесет средњих тенкова, доминираћеш ситуацијом", док се Балбо спремао да нападне Египат 15. јула. Након што је Балбо убијен, Бенито Мусолини га је заменио маршалом Родолфом Грацијанијем, са наредбама да нападне Египат до 8. августа. Грацијани је одговорио да 10. армија није била правилно опремљена и да напад не би могао успети; Мусолини је наредио Грацијанију да ипак нападне.

### Египат
Британци су држали војску у Египту од 1882, али она је јако умањена након Англо-египатског споразума из 1936. Мала британска посада држала је Суецки канал и обалу Црвеног мора. Канал је био виталан за британске комуникације са колонијама на Далеком истоку и у Индијском океану. Средином 1939. генерал Арчибалд Вејвел постављен је за врховног команданта нове команде за Средњи исток, која је обухватила средоземно, блиско-источно и афричко ратиште. До примирја Сила Осовине са Француском 22. јуна 1940, француске дивизије у Тунису угрожавале су италијанску 5. армију на западној граници Либије. Краљевска италијанска војска у Либији имала је око 215.000 људи, а у Египту Британци су имали око 36.000 бораца, са још 27.500 необучених људи у Палестини. 
Британске снаге обухватале су Египатску Моторизовану Дивизију (генерал Перси Хобарт), једну од само две британске оклопне јединице у формирању, која је средином 1939. преименована у Египатску Оклопну дивизију (16. фебруара 1940. постала је 7. Оклопна дивизија). Египатско-либијску границу бранио је Египатски Гранични одред, а у јуну 1940. штаб британске 6. пешадијске дивизије (генерал Ричард О'Конор) преузео је команду у Западној пустињи, са задатком да потисне Италијане са граничних положаја и продре у унутрашњост ако рат започне. 7. Оклопна дивизија без 7. оклопне бригаде окупила се у Мерса Матруху и упутила 7. оклопну групу према граници као заштиту, где је и РАФ пребацио већину својих бомбардера; Малта је такође ојачана.
Штаб 6. пешадијске дивизије, без комплетних и потпуно обучених јединица, преименован је у Западно-пустињски Одред 17. јуна. У Тунису, Французи су имали 8 дивизија, способих само за ограничене операције, а у Сирији још 3 слабо наоружане и обучене дивизије, са око 40.000 војника и граничара, на окупационим дужностима против цивилног становништва. Италијанске копнене и ваздухопловне снаге у Либији далеко су премашале Британце у Египту, али су патиле од слабог морала и лошије опреме. У Италијанској Источној Африци било је још 130.000 италијанских и афричких трупа са 400 топова, 200 лаких тенкова и 20.000 камиона. Италија је објавила рат 11. јуна 1940.

## Земљиште
Рат се водио углавном у области познатој као Западна пустиња, која је око 240 mi (390 km) широка, од Мерса Матруха у Египту до Газале на либијској обали, дуж јединог чврстог друма (итал.Via Balbia). Ерг (Море Песка), 150 mi (240 km) према унутрашњости, означава јужну границу пустиње на најширим тачкама код Јагбуба и Сиве. У Британском речнику, појам "Западна пустиња" означавао је део Египта западно од Нила, али је почео да означава цело подручје ратишта, укључујући источну Киренајку у Либији. Од обале према унутрашњости лежи издигнута, равна површина камените пустиње на око 150 m надморске висине, која се протеже на југ 200–300 km од обале до ивице Пешчаног Мора. Тај крај обилује шкорпијама, змијама отровницама и мувама, а насељен је малим бројем номада, Бедуина.
Бедуинске стазе повезивале су бунаре и проходније земљиште; управљало се по Сунцу, звездама, компасу и "пустињском чулу", вештини опажања околине стеченој искуством. Када су италијанске трупе продрле у Египат у септембру 1940, одред Малети се изгубио након одласка из Сиди Омара, нестао је и морао је да буде пронађен авионом. У пролеће и лето, дани су врели, а ноћи врло хладне.  Сироко, врели пустињски ветар, носи облаке ситног песка, који смањује видљивост на неколико метара и улази у очи, плућа, машине, храну и опрему; моторним возилима и авионима су потребни специјални филтери за уље, а голо земљиште значи да залихе за војне операције морају да се увозе.

## Увод

### 10. армија
Десет дивизија 10. армије под Бертијем биле су подељене у XX, XXI, XXII, XXIII корпус нови Либијски корпус. Дивизије 10. армије биле су стандардне италијанске бинарне пешадијске дивизије, пешадијске дивизије Црнокошуљаша или Либијске колонијалне дивизије. Либијски корпус, XXIII и XXI корпус учествовали су у инвазији. Либијски корпус имао је две либијске пешадијске дивизије и Групу Малети (ита. Raggruppamento Maletti), импровизовану јединицу састављену од шест либијских моторизованих батаљона под генералом Пјетром Малетијем. Група Малети је обухватала већину оклопних возила којим су располагали Италијани, и скоро све средње тенкове Фијат М11/39. Малети је пошао са војском, а Грацијани је остао у свом штабу у Тобруку.
Берти је преферирао напредовање дуж обалног пута пешадијом XXI корпуса, јер пешадијске дивизије XXI корпуса из метрополе нису имале пуно искуства у пустињи. На југу ће их штитити много искусније либијске дивизије и моторизована група Малети. Копнене снаге је подржавао 5. ескадрон "Краљевског Ваздухопловства", са 300 авиона различитих типова.  Команда је имала четири бомбардерска пука, ловачки пук, три ловачке групе, две извиђачке групе и две ескадриле колонијалних извиђачких авиона, са бомбардерима Savoia-Marchetti SM.79, Breda Ba.65 јуришним бомбардерима, ловцима Fiat CR.42 и извиђачким авионима IMAM Ro.37, Caproni Ca.309 and Caproni Ca.310bis. 5. ескадрон је организован да прати и подржи војску на терену као самостална јединица. Берти је могао очекивати мало подршке од Италијанске краљевске морнарице, јер је десет подморница изгубљено откако је Италија објавила рат, флота је била превише важна за ризик и није било горива.

### Италијански планови
Три пута су постављени датуми за италијанску инвазију, а потом и отказани, први план је био намењен поклапању са очекиваном немачком инвазијом у Енглеску 15. јула 1940. године. Балбо је тражио све камионе из 5. армије и све средње тенкове Фијат М11/39 који су испоручени, да појачају 10. армију за прелазак граничне жице и окупацију Солума чим се објави рат. Након одбијања британског контранапада и попуне италијанске војске, напредовање би се наставило. Иако је овај план заснован на реалној процени онога што би италијанска војска у Либији могла постићи, пропао је када је отказана инвазија на Енглеску. Други план, за 22. август, био је ограничено напредовање према Солуму на исток, са три колоне које се крећу на три правца. Када би Солум био сигуран, размишљало би се о напредовању до Сиди Баранија, пример масовног напредовања кориштћеног на северном фронту етиопског рата. Италијанске неметоризоване пешадијске дивизије требало је да користе једину путну мрежу, али летња топлота у августу, која би на њих највише утицала, довела је до још једног одлагања.
Трећи план је био за инвазију 9. септембра, с циљем Сиди Барани, који је Грацијани обелоданио свом особљу шест дана пре дана када је Мусолини наредио инвазију. Италијанске немоторизоване дивизије, напредовале би дуж обале и напале пролаз Халфаја, заузеле Солум и наставиле на Сиди Барани. Јужна колона либијских дивизија и група Малети требало је да напредују дуж пустињских стаза, како би заобишли Британска утврђења. Група Малети је требало да вози јужно и источно кроз пустињу, али италијански штаб није успело да обезбеди одговарајуће мапе и навигациону опрему; током кретања на полазну тачку, група се изгубила, а штаб 23. корпуса морао је да пошаље авионе да помогну вођењу групе на положај, а либијске дивизије закасниле су на састанак у близини тврђаве Капуцо.
Неуспех у распоређивању погоршао је сумње због недостатка камиона и транспортних авиона и британске доминације терена, што је довело до још једне промене плана. Четврти план је био за 13. септембар, са Сиди Баранијем и подручјем на југу као циљем. 10. армија, са пет дивизија и тенковима, напредовала би масовно обалним путем, заузела Солум и напредовала у Сиди Барани, преко Букбука. Када стигне до Сиди Баранија, војска је требало да се консолидује и довуче залихе, уништи британски контранапад и настави напредовање ка Матруху. Италијанске неметоризоване пешадијске дивизије требало је да користе обални пут, јер би ове дивизије биле неефикасне било где друго. Слична операција је спроведена на северном фронту у Етиопији, али је отишла против теорије, за коју је било довољно сила за извршење. Грацијани је веровао да је једини начин да поразе Британце надмоћним бројем, прецењујући своју снагу.

### Западно-пустињски Одред (WDF)
Вејвел је имао око 36.000 војника у Египту, укључујући подршку и административне јединице. Све формације су биле непотпуне, са недовољно опреме и артиљерије. 2. Новозеландска дивизија (генерал-мајор Бернард Фрајберг) имала је једну пешадијску бригаду, непотпун коњички пук, батаљон митраљеза и пук пољске артиљерије, 4. индијска пешадијска дивизија (мајор-генерал Ноел Бересфорд-Пирс) имао је две пешадијске бригаде и део артиљеријског оружја, 7. оклопна дивизија (генерал-мајор Сер Мајкл О'Мур Крег) имао је две оклопне бригаде састављене од два пука, уместо нормалних три, и четрнаест самосталних батаљона британске пешадије. Вејвел је имао да брани Египат и Суецки канал од око 250.000 италијанских трупа са седиштем у Либији и још око 250.000 више у Италијанској Источној Африци.
Група за подршку, са три моторизована пешадијска батаљона, артиљеријом, инжењерима и митраљезима, требало је да узнемирава Италијане и успорава их борбом између границе и Матруха ако буде нападнута, али тако да сачува способност за борбу са италијанском главнином. Код Матруха пешадијске јединице чекале су италијански напад, док се од гребена на пустињском крилу највећи део 7. оклопне дивизије припремао за контранапад. Заштитница је имала да преувеличава своје снаге, а група за подршку да користи своју мобилност како би заштитила пустињи бок, док је на обалском путу, 3. батаљон гарде (енг. Coldstream Guards), једна чета краљевских стрелаца (енг. King's Royal Rifle Corps) и мороризована чета слободних француских маринаца, са пратећом артиљеријом и митраљезима, имала да се постепено повлачи, уништавајући пут док се повлаче. Крајем маја 1940. Краљевско ратно ваздухопловство на Блиском истоку имаки је 205 авиона, укључујући 96 застарелих бомбардера Бристол Бомбај и Бленхајм и 75 застарелих ловаца Глостер Гладијатор и 34 друге врсте. У јулу је стигло четири ловца Хокер Хјурикен, али само један се могао одвојити за WDF. До краја јула, Медитеранска флота је преузела контролу над источним Медитераном и била је у могућности да бомбардује италијанске приобалне положаје и транспорте залиха дуж обале до Матруха и шире.

## Погранични сукоби
Дана 17. јуна, користећи штаб британске 6. пешадијске дивизије, основан је штаб WDF (енг. Western Desert Force) (генерал-потпуковник О'Конор) да контролише све трупе с којима се суочавају Италијани у Киренајки, око 10.000 људи, са авионима, тенковима и топовима. О'Конор је организовао агресивно патролирање дуж границе и почео да доминира ничијом земљом стварањем "летећих колона", мобилних комбинованих оружаних формација заснованих на јединицама 7. оклопне дивизије. Ове мале добро обучене професионалне јединице извеле су прве нападе на италијанске конвоје и утврђене положаје преко границе. Британске патроле пришле су до граничне жице 11. јуна да би доминирале овим подручјем, узнемиравале гарнизоне граничних утврђења и поставиле заседе дуж Виа Балбиа и пустињских стаза.
Неке италијанске трупе нису знале да је рат објављен, а седамдесеторица су заробљени на стази за Сиди Омар. Патроле су кретале северно до обалног пута између Бардије и Тобрука, западно до Бир ел Губи и јужно до Јагбуба. За недељу дана, 11. хусарски пук (Пук Принца Алберта) заузео је тврђаву Капуцо и у заседи источно од Бардије, заробио је главног инжињера 10. армије, генерала Ластуција. Италијанска појачања стигла су на границу, почела да врше извиђачке патроле, побољшала граничну одбрану и поново заузела тврђаву Капуцо. 13. августа, британски напади су заустављени ради очувања употребљивости возила; Група за подршку 7. оклопне дивизије преузела је да чува жицу дуж 97 km од Солума до Форт Мадалене, спремна да води борбе за успоравање ако Италијани нападну Египат.
Затишје је трајало од августа до почетка септембра, док је поморска операција "Шешири" (енг. Operation Hats) ојачала Средоземну флоту и спровела војни конвој тенкова са посадама око Африке. Британци су објавили да су нанели губитке од 3.500 Италијана, изгубивши само 150 људи од 11. јуна до 9. септембра.  Осим тога, обе стране су користиле извиђачке одреде, Далекометни Пустињски одред ( енг. Long Range Desert Group-LRDG) и Ауто-авио-сахарску чету (ита. Compagnie Auto-Avio-Sahariane) које су се кретале пустињом, извиђале непријатељски распоред и вршиле препаде.

### Италијанска операција Е

#### 9–10. септембар
Италијански 23. корпус (генерал Анибале Бергонзоли) је водио напад 10. армије у Египат ка Сиди Баранију дуж обалног пута са немоторизованим и моторизованим формацијама. Корпус је добио довољно камиона да делимично моторизује три пешадијске дивизије, али је могао потпуно да моторизује само једну дивизију. Бергонзоли је желео 1. тенковску групу као претходницу, две моторизоване пешадијске дивизије иза и једну моторизовану дивизију у резерви. Две либијске немоторизоване пешадијске дивизије требало је да крену пешице, док је Малети група штитила зачеље. 1. тенковска група била је задржана у резерви, изузев 62. лаког тенковског батаљона који је био прикључен 63. дивизији Мармарика и 63. лаког тенковског батаљона који је додељен 62. дивизији Кирене. 2. тенковска група остала је у Бардији, осим 9. лаког тенковског батаљона са 2. либијском дивизијом Песцатори. 2. средњи тенковски батаљон био је са групом Малети, која је имала три потпуно моторизована либијска пешадијска батаљона.
Дана 9. септембра се повећала активност италијанске авијације, и бомбардери из 55 ., 113. и 211. ескадриле РАФ-а су узвратли нападима по аеродромима, транспорту, залихама и нападом на Тобрук са 21 авионом. Касније тог дана, 27 италијанских ловаца извршило је напад на Букбук, а РАФ је извршио више летова против италијанских аеродрома. Британска ваздушна извиђања открила су много копнених покрета код Бардије, Сиди Азеиза, Габри Салеха и према Сиди Омару са запада, што је тумачено као почетак италијанске инвазије. Напредовање 10. армије показало је ограничења италијанске покретљивости и навигације, када се Малети група изгубила на путу у Сиди Омар, на граничној жици. 10. септембра, оклопни аутомобили 11. Хусара су приметили Малети групу, а тешка магла заштитила је Британце док су пратили споро италијанско окупљање. Пошто се магла разишла, Хусари су нападнути од стране италијанских авиона, тенкова и артиљерије.

#### 13–14. септембар
Дана 13. септембра, 1. црнокошуљашка дивизија 23. март поново је заузела тврђаву Капуцо, а бомбардовање је пало на Мусаид, одмах преко египатске границе, који је затим окупиран. Започела је артиљеријска ватра и бомбардовање аеродрома и касарни у Солуму (које су биле празне), што је подигло облак прашине. Када се прашина разишла, италијанска војска се могла видети постројена, спремна да напредује против британске заштитнице од 3. батаљона гарде, неке пољске артиљерије, додатног пешадијског батаљона и митраљеске чете. Италијани су напредовали дуж обале са две водеће дивизије, иза заклона од мотоциклиста, тенкова, моторизоване пешадије и артиљерије. Италијанска формација је постала лака мета за артиљерију и авионе, али је 1. Либијска дивизија Сибеле убрзо окупирала касарну Солум и почела је да се креће низ стазу до луке. На унутрашњој висоравни, италијански напредак ка пролазу Халфаја био је брањен заштитницом од једне чете 3. гардијског батаљона, водом Нортамберлендских стрелаца и нешто артиљерије, која је почела да се повлачи поподне, јер је стигло више италијанске пешадије и тенкова.
Током вечери две колоне 2. Либијске дивизије Песцатори, 63. пешадијске дивизије Цирене и група Малети из Мусаида и 62. пешадијска дивизија Мармарица из Сиди Омара, скренуле су ка пролазу. Сутрадан су се италијанске јединице на гребену почеле спуштати кроз пролаз, према италијанским снагама које су напредовале дуж пута од Солума. 11. Хусари, 2. стрељачка бригада и крстарећи (брзи) тенкови 1. краљевског тенковског пука (1. КТП) узнемиравале су италијанске снаге на гребену. После подне, британске трупе на обали су се повукле у Бук Бук и сусреле појачања из 11. Хусара и чету моторизованих француских маринаца, што је било довољно за одржавање контакта са Италијанима. Британци су се 15. септембра повукли у Алам Хамид, а Алам ел Даб 16. септембра, покушавајући да нанесу максималне губитке, а да их не прикују за место, и уништавајући обалски пут за собом, чија оштећења су била погоршана количином саобраћаја.

#### 16. септембар
Неангажовани део 1. тенковске групе, пратио је 1. либијску дивизију Сибеле и 2. Либијску дивизију Пескатори према Бир Тидан ел Кадим. У Алам ел Дабу код Сиди Баранија, око педесет италијанских тенкова, моторизована пешадија и артиљерија покушали су обухватни покрет, што је приморало британску гарду да се повуче. Оклопна група је нападнута од британске пољске артиљерије и није направила никакав даљи покрет, али до мрака 1. црнокошуљашка дивизија 23. март је окупирала Сиди Барани. Изнад гребена, британске заштитнице повлачиле су се паралелно са онима на обалском путу, а претња са пустињског крила се није материјализовала. Британски авиони извршили су бројне извиђачке и бомбардерске летове, и италијанска 5. Ескадра предузела је до 100 напада ловцима и бомбардерима на истурене аеродроме и одбрамбене позиције. Британци су очекивали да ће се италијанско напредовање зауставити у Сиди Баранију и Софафи, и почели су да извиђају позиције са 11. Хусарима, пошто се Група за подршку повукла на одмор, а 7. оклопна дивизија припремила се да се одупре даљем напредовању ка Матруху. Италијанско радио емитовање о инвазији, сугерисало је да ће се напредовање наставити из Сиди Баранија, али се ускоро показало да се Италијани укопавају у облику лука на југу и југозападу у Мактили, Тумар (источни), Тумар (западни), Нибеива и на врху гребена у Софафи, док су дивизије у позадини окупирале Букбук, Сиди Омар и пролаз Халфаја.

## Последице

### Анализа
Десета армија је напредовала око 19 km дневно, како би немоторизоване јединице могле да је прате, и у Сиди Баранију изградила је утврђене кампове. Оклопне јединице нису правиле смеле механизоване ударе или обилазне покрете, 23. корпус је штитио пешадију, а 10. армија је претрпела мање од 550 жртава. Група Малети, 1. тенковска група и 1. дивизија Црних Кошуља 23. март нису поступали у складу са теоријом оклопног рата у Италији. Недостатак припреме, обуке и организације у њима довели су до грешака приликом окупљања и усмеравања Групе Малети и превелике опрезности са другим тенковским батаљонима 1. тенковске групе. Убрзана моторизација 1. дивизије Црних Кошуља 23. март, која није била обучена као моторизована дивизија, дезорганизовала је однос између возача и пешадије.
Напредак је досегао Сиди Барани са скромним губицима, али није учинио велику штету Британцима. Дана 21. септембра, било је 68 тенкова Фијат М 11/39 преосталих од 72 послатих у Либију. 1. батаљон средњих тенкова имао је 9 исправних и 23 неупотребљива тенка, а 2. батаљон средњих тенкова имао 28 исправних и 8 неисправних тенкова. Очекивало се повећање снаге италијанских средњих тенкова када су почеле испоруке новог Фијат М 13/40, који је имао моћни топ 47/32 М35 калибра 47 mm. 2. средњи тенковски батаљон са 37 тенкова М 13/40 стигао је у Либију почетком октобра, након чега је следио 5. средњи тенковски батаљон са 46 тенкова М 13/40 12. децембра. Средином новембра Италијани су имали 417 средњих и лаких тенкова у Либији и Египту.

Вејвел је написао,
Највеће могуће похвале заслужује бригадир Гот, командујући Групом за подршку и потпуковник Кембел, командујући артиљеријом, на хладном и ефикасном начину на који се ово повлачење одвијало, такође и трупе због њихове издржљивости и тактичке вештине .— Вејвел
Почели су радови на поправци обалског друма, преименованим у Пут Победе (Via della Vittoria), и водовода из Бардије, за које се очекивало да буду спремни до средине децембра, након чега ће се наставити напредовање до Матруха.

Мусолини је писао 26. октобра,
Четрдесет дана након освајања Сиди Баранија постављам питање, коме је ово дуго заустављање било од користи - нама или непријатељу? Не устручавам се да одговорим, много више је користило непријатељу ... Време је да се питате да ли желите да наставите да командујете.— Мусолини
и два дана касније, 28. октобра, Италијани су напали Грчку, започевши грчко-италијански рат. Грацијанију је било дозвољено да настави планирати лагано, а италијанско напредовање ка Матруху било је заказано за средину децембра.

### Губици
Од 9. до 16. септембра, 10. армија је изгубила 120 погинулих и 410 рањених. Неколико тенкова и камиона се покварило, а шест авиона је изгубљено, два несрећним случајем.

### Касније операције
Дана 17. септембра, медитеранска флота почела је узнемиравати италијанске комуникације, а лука Бенгази је минирана. Разарач и два трговачка брода су потопљени торпедом, а разарач је ударио у мину у Бенгазију и потонуо. Бленхеими РАФ-а су уништили три авиона на тлу у Бенини. Пут на гребену је бомбардован близу Солума од једне британске топовњаче, а мете у близини Сиди Баранија од стране два разарача, од који су видели пожаре и експлозије. Заробљени Италијани говорили о штети, жртвама и губитку морала. Покушај бомбардовања Бардије од стране крстарице и разарача био је спречен нападом италијанских торпедних бомбардера, који су погодили крму крстарице и избацили је из строја. Бомбардовања су настављена током затишја, што је довело до тога да се кампови и залихе померају у унутрашњост. Мале британске колоне на копну почеле су да раде са патролама оклопних аутомобила, крећу се близу италијанских логора, сакупљају информације и владају околином.

### Операција Компас
Британци су 8. децембра покренули операцију Компас, петодневни напад против утврђених италијанских логора постављених у одбрамбену линију око Сиди Баранија. Генерал Берти је био на боловању, а Гариболди га је привремено заменио. Препад је успео, а малобројне јединице 10. армије у Египту које нису уништене биле су присиљене да се повуку. До 11. децембра, Британци су започели контра-офанзиву, а остатак 10. армије је брзо поражен. Британци су продужили операцију како би гонили остатке 10. армије у Солум, Бардију, Тобрук, Дерну, Мхили, Беда Фом и Ел Агајла у заливу Сирте. Британци су изгубили 1.900 убијених и рањених, око десет процената њихове пешадије, заробивши 133.298 италијанских и либијских војника, 420 тенкова и преко 845 топова и авиона. Британци нису могли да иду даље од Ел Агајла, због покварених и истрошених возила и преусмеравања најбоље опремљених јединица у грчку кампању.

## Супротстављене снаге
Италијанска 5. и 10. армија 10. јуна 1940. као и 10. армија 13. септембра. Западне пустињске снаге 10. јуна и 9. децембра.
Врховни командант Италијанске војске у Северној Африци: Маршал ваздухопловства Итало Балбо.

### 10. јуна 1940.

#### Италијанска војска
Врховни командант Италијанске војске у Северној Африци: Маршал ваздухопловства Итало Балбо.

##### 5. армија
- Западна граница (Тунис, генерал Итало Гариболди)[43]
- X корпус
  - 25. пешадијска дивизија Bologna
  - 60. пешадијска дивизија Sabratha
- XX корпус
  - 17. пешадијска дивизија Pavia
  - 61. пешадијска дивизија Sirte
  - 27. пешадијска дивизија Brescia
- XXIII корпус
  - 1. црнокошуљашка дивизија 23 Marzo
  - 2. црнокошуљашка дивизија 28 Ottobre
  - 2. либијска дивизија Pescatore (резерва 5. армије)

##### 10. армија
- Источна граница, (Либија, генерал Марио Берти (на одсуству у Италији), замењује га Гариболди).
- XXI корпус
  - 63. пешадијска дивизија Cirene
  - 62. пешадијска дивизија Marmarica
- XXII корпус
  - 64. пешадијска дивизија Catanzaro
  - 4. црнокошуљашка дивизија 3 Gennaio
  - 1. либијска дивизија Sibelle (10th Army reserve)

##### 5. ескадра, Краљевско ваздухопловство
(10. јуна 1940. године у Северној Африци било је 363 италијанских авиона, од којих је 306 било оперативно и 57 за обуку, и 179 неисправних.)
- Бомбардери
  - 10. ескадрила: 30 Savoia-Marchetti SM.79
  - 14. ескадрила: 12 SM.79, 1 Fiat BR.20
  - 15. ескадрила: 35 SM.79, 8 Savoia-Marchetti SM.81, 3 BR.20
  - 33. ескадрила: 31 SM.79
- Ловци
  - 2. ескадрила: 36 Fiat CR.32, 25 Fiat CR.42
  - 10. група: 27 Fiat CR.42
  - 50. ескадрила: 11 Breda Ba.65 (за обрушавање), 3 IMAM Ro.41 (извиђање), 23 Caproni Ca.310 (лаки бомбардери/извиђање)
- Извиђачи
  - 64. група: 8 IMAM Ro.37bis, 5 RO.1bis
  - 73. група: 6 RO.37bis, 1 RO.1bis
  - 143. ескадрила: CANT Z.501/6 (поморско извиђање)
- Колонијални
  - I група посадне колонијалне авијације: 18 Caproni Ca.309, CA.310, RO.37 (лаки бомбардери/извиђање)
  - II група посадне колонијалне авијације: 21 CA.309, CA.310 и RO.37 (лаки бомбардери/извиђање)

#### Британска војска
- врховни заповедник за Средњи исток, генерал сер Арчибалд Вејвел
  - заповедник WDF: генерал О'Конор
- 7. оклопна дивизија: заповедник генерал Мајкл О'Мур Краг
  - 4. оклопна бригада, Мерса Матрух
    - 1. краљевски тенковски пук
    - 6. краљевски тенковски пук

  - 7. оклопна бригада, Сиди Сулејман
    - 7. хусари
    - 8. хусари

  - Група за подршку (моторизована пешадијска бригада) Сиди Барани
    - 1. батаљон краљевског стрељачког пука
    - 2. моторизовани батаљон (Стрељачка бригада)
    - 3. батаљон гарде (Coldstream Guards)
    - 1. краљевски стрелци Нортамберленда
    - 3. краљевска коњичка артиљерија
    - Батерија F, 4. краљевска коњичка артиљерија
    - 11. хусари (придружени Групи за подршку из 7. оклопне бригаде)

У Сиди Баранију са операцијама на Либијско-Египатској граници
- Пешадијска бригада Каиро – посада Мерса Матруха

Остале снаге Комонвелта у Египту
- 4. индијска дивизија (без једне бригаде) у делти Нила
  - 5. индијска пешадијска бригада
  - 11. индијска пешадијска бригада
  - дивизијске јединице
- 6. аустралијска дивизија(у формирању, делта Нила)
- 2. новозеландска дивизија (у формирању, делта Нила)

### 13. септембра 1940.

#### Италијанска војска

##### 10. армија
- Врховни командант италијанске војске у Северној Африци: Маршал Родолфо Грацијани
- XXI корпус (резерва 10. армије, Тобрук)
  - 61. пешадијска дивизија Sirte
  - 2. црнокошуљашка дивизија 28 Ottobre
  - LX лаки тенковски батаљон (L3)
- XXII корпус
  - 64. пешадијска дивизија Catanzaro
  - 4. црнокошуљашка дивизија 3 Gennaio
- XXIII корпус: генерал Анибале Бергонзоли
  - 1. црнокошуљашка дивизија 23 Marzo (моторизована за инвазију Египта)
  - 62. пешадијска дивизија Marmarica (делимично моторизована за инвазију)
  - LXIII лаки тенковски батаљон (L3) (појачање за 62. дивизију Marmarica)
  - 63. пешадијска дивизија Cirene (делимично моторизована за инвазију)
  - LXII лаки тенковски батаљон (L3) (појачање за 63. дивизију Cirene)
  - 1. либијска дивизија Sibelle (немоторизована)
  - 2. либијска дивизија Pescatore (немоторизована)
  - IX лаки тенковски батаљон (L3) (појачање за 2. либијску дивизију Pescatore)

##### Тенковска команда у Либији
- 1. тенковска група (резерва XXIII корпуса, под командом 10. армије)
  - I средњи тенковски батаљон (М 11/39)
  - XXI лаки тенковски батаљон (L3)
- 2. тенковска група
  - XX лаки тенковски батаљон (L3)
  - LXI лаки тенковски батаљон (L3)
- Малети група (део XXIII корпуса)
  - II средњи тенковски батаљон (M 11/39)
  - 3 моторизована либијска пешадијска батаљона

#### Британска војска

##### Пустињски одред (WDF)
- врховни заповедник за Средњи исток, генерал сер Арчибалд Вејвел
- заповедник WDF: генерал О'Конор
- Корпусне јединице
  - 7. батаљон краљевског тенковског пука (Royal Tank Regiment) (тенкови Матилда)
  - 1. краљевска коњичка артиљерија
  - 104. краљевска коњичка артиљерија
  - 51. пољски пук краљевске артиљерије
  - 7. средњи пук средње краљевске артиљерије
  - 64. средњи пук краљевске артиљерије
- 7. оклопна дивизија
  - 4. оклопна бригада
  - 7. оклопна бригада
  - Група за подршку (пешадијска бригада)
  - дивизијске јединице
- 4. индијска дивизија
  - 5. индијска пешадијска бригада
  - 11. индијска пешадијска бригада
  - дивизијске јединице
  - 16. пешадијска бригада (до 11. децембра

1940)
- 6. аустралијска дивизија (од средине децембра)[44]
  - 16. аустралијска пешадијска бригада
  - 17th аустралијска пешадијска бригада
  - 16. пешадијска бригада (придружена из 4. индијске дивизије 11. децембра)
  - дивизијске јединице
  - 7. КТП (из 7. оклопне дивизије)
- Одред Селби (бригадна група за одбрану Мерса Матруха)[г]